# محمد الخمار الكنوني
محمد الخمار الكنوني (1941 - 1991)، هو شاعر مغربي يعد أحد رواد القصيدة المعاصرة بالمغرب.
ولد بمدينة القصر الكبير شمال المغرب يوم 4 أبريل 1941 وتوفي بنفس المدينة يوم 25 مارس 1991.

## حياته
ولد بمدينة القصر الكبير بشمال المغرب في أسرة يعود أصلها إلى قرية الزواقين بفرقة أولاد كنون من قبيلة بني مسارة قرب مدينة وزان.
تابع تعليمه الثانوي بمدينة العرائش، ثم انقطع عن الدراسة سنة لاعتبارات صحية.
- اشتغل بالإذاعة الوطنية سنة 1961 ثم سافر بعد ذلك إلى القاهرة حيث حصل على شهادة الباكالوريا سنة 1963. تابع دراسته العليا بكلية الآداب بفاس ومنها حصل على شهادة الإجازة سنة 1966.اشتغل مدرساً بثانوية النهضة بسلا ثم أستاذاً مساعداً بكلية الآداب بفاس.
- حصل على دبلوم الدراسات العليا من كلية الآداب بالرباط سنة 1974. ليشتغل، بعد ذلك، أستاذاً بنفس الكلية، إلى أن توفي بمدينة القصر الكبير سنة 1991.اقترن ذكر محمد الخمار الكنوني باسمي أحمد المجاطي ومحمد السرغيني باعتباره أحد هؤلاء الشعراء الثلاثة الذين عرفوا برواد القصيدة المعاصرة بالمغرب. وهم جميعاً من شعراء جيل الستينات.

## من مؤلفاته
صدر له ديوان واحد: 
- (رماد هسبريس - الدار البيضاء، دار توبقال للنشر 1987)

في الفترة التي اشتغل فيها بالإذاعة تعاون مع ابن بلدته الملحن الكبير عبد السلام عامر فكتب له أغنية آخر آه وحبيبتي اللتين غناهما عبد الوهاب الدكالي.